# Oxyporus latemarginatus
Oxyporus latemarginatus är en svampart som först beskrevs av Durieu & Mont., och fick sitt nu gällande namn av Donk 1966. Oxyporus latemarginatus ingår i släktet Oxyporus, klassen Agaricomycetes, divisionen basidiesvampar och riket svampar.   Inga underarter finns listade i Catalogue of Life.